# كاترينا بيغن
كاترينا بيغن (بالإنجليزية: Katrina Begin)‏ هي ممثلة أمريكية ولدت في يوم 10 أغسطس 1982 في مدينة منيابولس في الولايات المتحدة، مثلت في عدة أفلام مثل فلم تذكر المذهول في سنة 2007 وفلم حارس الحديقة في سنة 2011 ومسلسل معاقب مدى الحياة في سنة 2004 ومسلسل إي آر في سنة 2006 ومسلسل فتاة النميمة في سنة 2007.

## وصلات خارجية
- كاترينا بيغن على موقع IMDb (الإنجليزية)
- كاترينا بيغن على موقع ألو سيني (الفرنسية)
- كاترينا بيغن على موقع أول موفي (الإنجليزية)
- كاترينا بيغن على موقع قاعدة بيانات الفيلم (الإنجليزية)
- كاترينا بيغن على موقع كينوبويسك (الروسية)

- كاترينا بيغن على قاعدة بيانات الأفلام على الإنترنت

```
على 
تويتر
```